# 屈申
屈申（？—前537年），羋姓，屈氏，名申，中国春秋時期楚國的大夫。屈蕩之子。
前538年（鲁昭公四年、楚灵王三年）七月，楚灵王耀兵带领诸侯进攻吴国，宋国太子佐（宋元公）、郑简公先行回国。宋国的华费遂、郑国大夫随军。八月，楚将屈申攻下了朱方，逮住了齐国庆封。
前537年（鲁昭公五年、楚灵王四年）楚灵王认为屈申倾向吴国，就杀了他。让屈生做莫敖。